# Giselle Lominchar
Giselle González López, (1990, La Habana, Cuba) conocida como Giselle Lominchar es una actriz, guionista y directora con experiencia en cine, teatro y televisión. Entre las referencias de su obra como actriz se encuentra la participación en largometrajes como Ernesto (2017) y El Regreso (2019). En tanto, como directora destaca por Sangre, devenido el corto mejor votado en la categoría Cortos Latinoamericanos fuera de Concurso durante el Festival Buenos Aires Rojo Sangre (BARS, Argentina), en 2018.
Es graduada de la Escuela Nacional de Artes Escénicas (ENAE, 2009) y Licenciada en Arte Teatral del Instituto Superior de Arte (ISA, 2016) en el perfil Dramaturgia.

## Biografía
Inició su carrera profesional en televisión en el año 2008 siendo aún estudiante de actuación. Interpretó personajes principales en series televisivas, telenovelas como Con palabras propias y telefilmes, además de presentar varios programas habituales de la Televisión Cubana.
Debutó en el cine con el film cubano-japonés Ernesto dirigida por Junji Sakamoto una coproducción entre RTV comercial y Kino Films que fue galardonada con el Premio Especial de la Paz, en el Hiroshima International Film Festival 2017. Ha sido parte del elenco de otras producciones como la película cubana El Regreso (2018) dirigida por Blanca Rosa Blanco, Rebels (2018) y el largometraje alemán Das Traumschiff Kuba (2017).
Giselle Lominchar ha incursionado en el teatro. Sus primeros pasos llegaron con la obra La travesía de Byron, dirigida por Amada Morado en la compañía Hubert de Blank y posteriormente ha sido parte del grupo de teatro Okantomí en obras como Cuentos por la Selva Amazónica, Lala y Lila se confiesan (2010) o Chary en el balcón (2012).  También participó en la obra Protection dirigida por William Ruiz..
El guion es una de sus pasiones habiendo puesto ya su firma en casos del policiaco Tras la Huella y el corto Sangre, su ópera prima en dirección.
En el año 2010 fue Nominada al Premio Caricato de Radio y Televisión. Tras cumplirse 10 años de vida profesional recibe un reconocimiento en las Jornadas Actuar 2018.  Además, es miembro de la Agencia Cubana del Audiovisual y Unión Nacional de Escritores y Artistas Cubanos (UNEAC).

### Dirección
Sangre, su ópera prima, fue ganador de la sección “Haciendo Cine” de la Muestra Joven del ICAIC y de la beca “El Reino de este Mundo” que otorga la Asociación Hermanos Saíz.  También fue presentado en la Selección Oficial del Festival Buenos Aires Rojo Sangre (BARS, Argentina), donde obtuvo el Premio de la Popularidad en la categoría Cortos Latinoamericanos fuera de Concurso.
“Me dio la oportunidad de lanzarme, de jugar el nuevo rol de realizadora, de enfrentarme a la necesidad de ver mi guion realizado y luchar para que se hiciera y terminarlo. Saber un poco de producción, dirigir un equipo, enfrentarte a grandes actores de este país como Paula Alí, Lola Amores, Mario Guerra y un bebé, plantearles tu visión, igual al equipo de arte, fotografía, sonido y hasta postproducción constituye una verdadera prueba de fuego”. 
Actualmente prepara Habana Like, un cortometraje que narra historias que discursan sobre los desafíos y dilemas éticos que se generan en Cuba desde la apertura de la isla al acceso a internet